# Eggby
Eggby – miejscowość (tätort) w Szwecji, w regionie administracyjnym (län) Västra Götaland, w gminie Skara.
Według danych Szwedzkiego Urzędu Statystycznego liczba ludności wyniosła: 237 (31 grudnia 2015), 222 (31 grudnia 2018) i 229 (31 grudnia 2019).